# Thelotornis kirtlandii
Espèce
Synonymes
- Leptophis kirtlandii Hallowell, 1844
- Oxybelis lecomptei Duméril & Bibron, 1854
- Tragophis rufulus Duméril & Bibron, 1854
- Oxybelis violacea Fischer, 1856

Statut de conservation UICN

LC : Préoccupation mineure
Thelotornis kirtlandii  est une espèce de serpents de la famille des Colubridae. Parfois appelé serpent oiseau / brindille.

## Description
La tête est remarquablement allongée avec un museau pointu. L'œil est grand avec une pupille horizontalement elliptique, caractéristique du genre. Le corps est long, fin et cylindrique, recouvert d'écailles étroites. La queue est plutôt effilée. La taille moyenne est d’environ 1 m, avec des maximums vers 160 cm de long. Le dos est brunâtre violacé avec, le plus souvent, des tâches transversales alternées sombres et claires. La tête est vert vif à brun violacé. Les écailles labiales supérieures sont claires parfois tachetées. Le ventre est gris ou rosé, parfois tacheté et strié. Cette espèce forestière est strictement arboricole et diurne. Elle chasse à l'affût et retient l'attention de ses proies grâce à sa langue colorée, s'approchant d'elles par glissements successifs et imperceptibles. Cette couleuvre se nourrit d’une grande diversité de vertébrés. Lorsqu’elle est 'inquiète',  elle dilate verticalement son cou, qui semble se gonfler. quand ils sont inquiétés. La morsure est assez dangereuse, le venin est puissant.
Elle est considérée comme de préoccupation mineure pour son état de conservation, par l'UICN, en Septembre 2021. 

## Répartition et habitat
Cette espèce se rencontre en Somalie, au Kenya, en Ouganda, en Angola, au Gabon, au Cameroun, en Guinée équatoriale, en République centrafricaine, au Nigeria, en Guinée-Bissau, au Bénin, au Togo, au Ghana, en Côte d'Ivoire, au Liberia, au Sierra Leone, en Guinée, en République démocratique du Congo, en République du Congo, en Zambie et en Tanzanie.
Elle est essentiellement présente en zone bien boisée de forêt humide. 

## Étymologie
Cette espèce est nommée en l'honneur de Jared Potter Kirtland.

## Publication originale
- Hallowell, 1844 : Descriptions of new species of African reptiles. Proceedings of the Academy of Natural Sciences of Philadelphia, vol. 2, p. 58-62 (texte intégral).